# Яановская церковь (Таллин)
Яановская церковь, также церковь Святого Иоанна (эст. Tallinna Jaani kirik) — лютеранская церковь в Таллине, в исторической части города, на площади Свободы. Посвящена Иоанну Богослову.

## История
Первый камень Яановской церкви был торжественно заложен 8 августа 1862 года. Возведение новой церкви в этом районе было вызвано необходимостью дать возможность свободно отправлять религиозные обряды прихожанам церкви Святого духа — эта церковь перестала вмещать всех прихожан (около 14 000), изучение проектов её расширения и реконструкции показало невозможность их осуществления. 
Бо́льшая часть необходимых для постройки здания церкви средств была собрана по подписке. Витражи и люстры переданы из других церквей и старше здания.
Церковное здание было построено по проекту губернского архитектора Кристофа Августа Габлера.
Богослужения проводились на эстонском языке.
В 1930-е и в 1950-е годы высказывались предложения по сносу церкви из-за искажения её стиля окружающими зданиями на площади Свободы; местная оппозиция предотвратила запланированный снос в обоих случаях.
Здание церкви внесено в Государственный регистр памятников культуры Эстонии как памятник истории. Церковный колокол — старейший в Таллине колокол с эстонскими надписями (1872).